# Militärflugplatz Getafe

i8
i11
i13
Die Base Aérea de Getafe ist ein Militärflugplatz der spanischen Luftstreitkräfte (Ejército del Aire). Die Basis liegt in der Region Madrid auf dem Gebiet der Gemeinde Getafe, gut 15 Kilometer südlich der Innenstadt Madrids. Der Flugplatz wird auch zivil genutzt, unter anderem durch Airbus (EADS bis Ende 2013).

## Geschichte
Er ist nach Cuatro Vientos einer der ältesten Flugplätze Spaniens und war während des Spanischen Bürgerkrieges ein wichtiger Einsatzplatz der republikanischen Luftstreitkräfte. Kommandeur war der republikanische Luftfahrtminister Hildago de Cisneros.
Nach dem Bürgerkrieg baute die CASA ab 1944 in ihrem wiederaufgebauten und erweiterten Werk Getafe 170 Junkers Ju 52/3m in Lizenz.

## Militärische Nutzung
Die Basis beherbergt zurzeit (2012) die folgenden fliegenden Verbände:
- Ala 35 (35. Geschwader) mit zwei Staffeln taktischer Transportflugzeuge Mehrzweckkampfflugzeuge T-21 CASA C-295, den Escuadróns 352 und 353
- Centro Cartográfico y Fotográfico mit einer Staffel TR-19A CASA CN-235 und TR-20 Cessna Citation 560, der Escuadrón 403 und einer Staffel U-22 Beech King Air C90, der Escuadrón 409

Hinzu kommen einige nichtfliegende Einheiten.

## Zivile Nutzung
Airbus nutzt das Gelände östlich der Landebahn. Cassidian betreibt am Standort die spanische Endmontage des Eurofighter Typhoon und Airbus Military rüstet zivile Airbus-Modelle zu Tank- und Transportflugzeugen um, hauptsächlich solche der Baureihe A330. Komponenten ziviler Airbus-Modelle, wie zum Beispiel Höhenleitwerke, werden im Bereich der (zivilen) Firma Airbus gefertigt. Sie werden auch mit Belugas an andere Airbus-Standorte transportiert.